# Lucy Galló
Lucy Galló war eine ungarische Eiskunstläuferin, die im Paarlauf startete.
Ihr Eislaufpartner war Rezső Dillinger. Erstmals auf internationaler Bühne traten sie bei der Europameisterschaft 1934 in Erscheinung. Dort wurden sie Vierte. 1935 gewannen sie sowohl bei der Europameisterschaft in St. Moritz wie auch bei der Weltmeisterschaft im heimischen Budapest die Bronzemedaille.

## Ergebnisse im Paarlauf
(mit Rezső Dillinger)
| Wettbewerb / Jahr     | 1934 | 1935 |
| --------------------- | ---- | ---- |
| Weltmeisterschaften   |      | 3.   |
| Europameisterschaften | 4.   | 3.   |

| Personendaten    | Personendaten                        |
| ---------------- | ------------------------------------ |
| NAME             | Galló, Lucy                          |
| ALTERNATIVNAMEN  | Gallo, Lucy                          |
| KURZBESCHREIBUNG | ungarische Eiskunstläuferin          |
| GEBURTSDATUM     | 19. Jahrhundert oder 20. Jahrhundert |